# Seki (Gifu)
Pour les articles homonymes, voir Seki.
Seki (関市, Seki-shi) est une ville située dans la préfecture de Gifu, au Japon.

## Géographie

### Situation
Seki est située dans le centre de la préfecture de Gifu, à l'extrémité nord de la plaine de Nōbi, à environ 40 kilomètres au nord de Nagoya.

### Démographie
En octobre 2022, la ville de Seki avait une population de 85 738 habitants, répartis sur une superficie de 472,33 km2.

### Climat
Seki a un climat subtropical humide caractérisé par des étés chauds et humides et des hivers doux. La température moyenne annuelle à Seki est de 15,2 °C. La pluviométrie annuelle moyenne est de 2 090 mm, septembre étant le mois le plus humide.

### Hydrographie
La ville est traversée par la rivière Nagara.

## Histoire
La zone autour de Seki faisait partie de l'ancienne province de Mino. Le bourg moderne de Seki a été créé le 1er juillet 1889. Seki obtient le statut de ville le 15 octobre 1950. Le 7 février 2005, les bourgs de Mugegawa et Mugi, et les villages de Horado, Itadori et Kaminoho sont intégrés à Seki.

## Économie
La ville, spécialisée depuis des siècles dans la fabrication de sabres, est le berceau d'une importante industrie coutelière.

## Culture locale et patrimoine

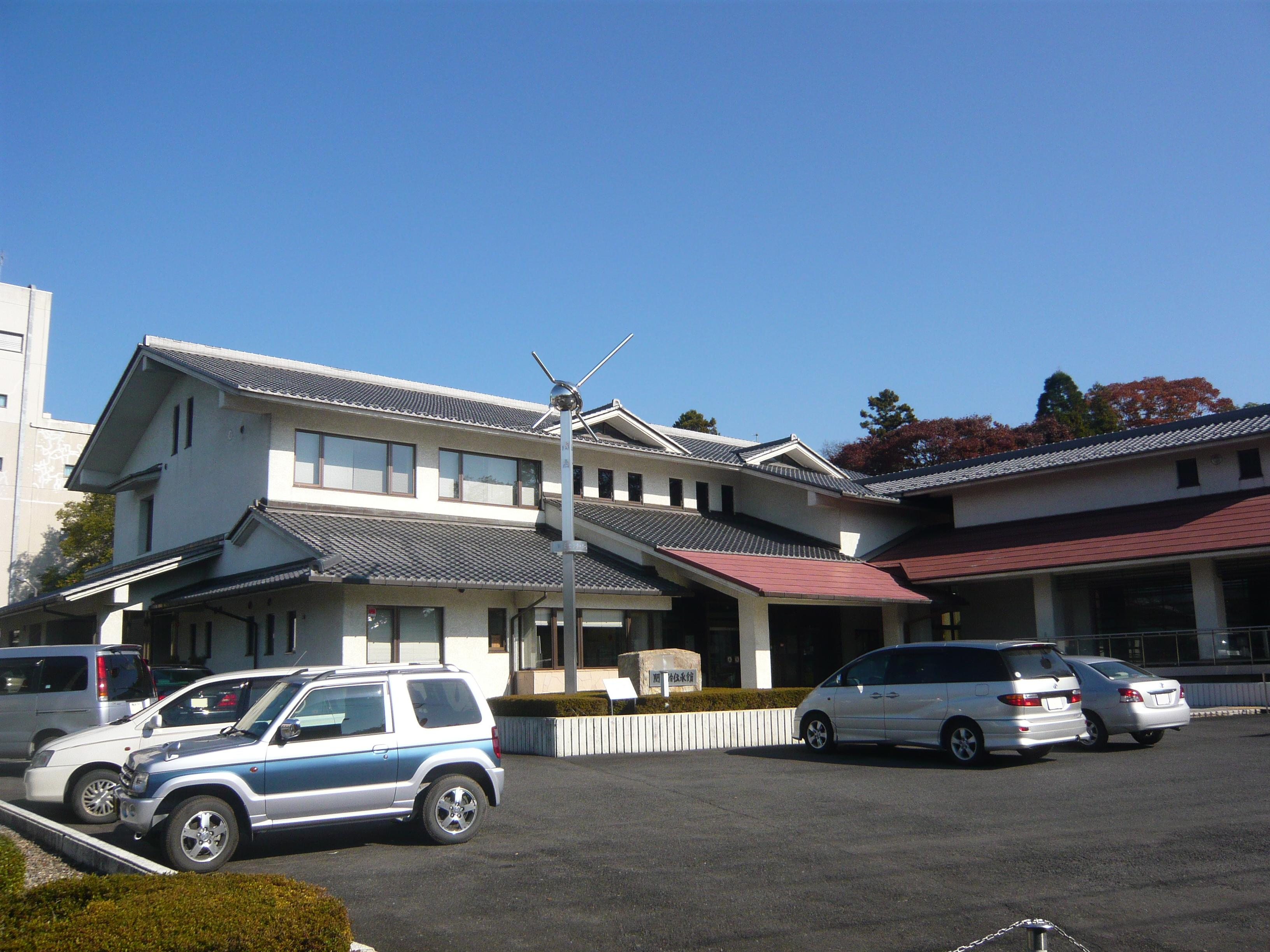
Musée de la tradition du sabre de Seki.

- Le musée de la tradition du sabre[4], propose une exposition permanente et, en certaines occasions, des démonstrations de fabrication traditionnelle de sabres[5].
- Le musée Enkū consacré au moine et sculpteur japonais Enkū.
- Temple Seki-Zenko-ji[6] où l'on peut parcourir un tunnel pour se purifier.

## Transports
Seki est desservie par la ligne Etsumi-Nan de la compagnie Nagaragawa Railway.

## Jumelage
Seki est jumelée avec :
- Huangshi (Chine),
- Mogi das Cruzes (Brésil).